# フェルディナント・クリスティアン・バウア
フェルディナント・クリスティアン・バウア（Ferdinand Christian Baur、1792年6月21日 - 1860年12月2日）は、ドイツの教会史家、聖書学者。プロテスタントの自由主義神学の一派であるテュービンゲン学派の指導者である。

## 経歴
1826年にテュービンゲン大学の教授に就任して、テュービンゲン学派の創始者になった。1831年に出版した著書の中の、コリント教会の中にあった諸党派について説明しているところで、独特の新約聖書の解釈を発表した。この研究により多くの弟子を獲得してテュービンゲン学派を形成した。これは、ヘーゲルの歴史哲学の理論を適用した聖書解釈であった。1860年に死去するまでテュービンゲン大学の教授として自分の学派を指導した。

## 神学
初代教会史の研究において、ヘーゲルの歴史哲学の論理を適用した。それによると、初代キリスト教会には、ペテロ的な党派とパウロ的な党派が存在したと考えた。本質的にメシヤ待望のユダヤ教として出発したのが、弟子たちの定立(テーゼ)であった。しかし、パウロ的な反定立(アンチテーゼ)が起こった。この二つの党派は長い間対立関係にあったが、結局両者は統合し、それが古カトリック教会になったと考えた。
このような考えに基づいて、新約聖書の成立年代を決定した。そして、「ローマ人への手紙」「ガラテヤ人への手紙」「コリント人への手紙」だけがパウロの著作であると主張した。なぜなら、それらだけが定立と反定立の衝突を示しているからと判断したからである。